# Риджайна
Риджайна (на английски: City of Regina) е столицата на провинция Саскачеван (Saskatchewan) в Канада.
Риджайна е основана през 1882 г. Получава името си Виктория Риджайна (Victoria Regina) в чест на кралица Виктория (1819-1901).
Има 215 000 жители (2011), като по население е вторият (след Саскатун) град в провинцията. Общата му площ е 120 km². Градът се намира в равнинна, безлесна местност. Климатът е умереноконтинентален с топли лета (около 27 °C) и студени сухи зими (-10 °C, -20 °C).
Западно (малко извън града) се намира голямото международно летище Regina International Airport.
Като голям град Риджайна е търговски, но и културен център в южната част на провинцията. Има редица прояви (като музикални фестивали) и културни центрове: театри, художествени галерии, музеи, симфоничен оркестър, консерватория, опера, филхармоничен хор, балет, джаз клуб и други – Science Centre/IMAX Theatre, Royal Saskatchewan Museum, MacKenzie Art Gallery.
Има много паркове и красиви озеленени пространства, които се обитават от животни на свобода. В парка Wascana Centre, създаден около езерото Уаскана (Wascana), има парк на водните птици (Wascana Waterfowl Park), 3 музея и редица други забележителности.

## Побратимени градове
- Дзинан, Китай

## Известни личности
Родени в Риджайна
- Марк Макморис (р. 1993), сноубордист
- Лесли Нилсен (1926-2010), комедиен актьор

Починали в Риджайна
- Луи Риел (1844-1885), революционер и политик